# Ngarohi McGarvey-Black
Ngarohi McGarvey-Black (20 de maio de 1996) é um jogador de rugby sevens neozelandês.

## Carreira
McGarvey-Black fez sua estreia no sevens masculino da Nova Zelândia em Las Vegas em 2018. Em 2020, ele foi nomeado Jogador do Ano da New Zealand Rugby Players Association (NZRPA). Ele  integrou a Seleção Neozelandesa de Rugby Sevens Masculino nos Jogos Olímpicos de Verão de 2020 em Tóquio, quando conquistou a medalha de prata após confronto com a equipe das Fiji na final.
McGarvey-Black fez parte do time All Blacks Sevens que ganhou uma medalha de bronze nos Jogos da Commonwealth de 2022 em Birmingham. Mais tarde, ele competiu na Copa do Mundo de Rúgbi Sevens de 2022 na Cidade do Cabo. Ele ganhou uma medalha de prata depois que seu time perdeu para Fiji na final da medalha de ouro.